# Panton (Vermont)
Panton ist eine Town im Addison County des Bundesstaates Vermont in den Vereinigten Staaten mit 646 Einwohnern (laut Volkszählung von 2020).

## Geografie

### Geografische Lage
Panton liegt im Nordwesten des Addison Countys, in der Ebene südöstlich des Lake Champlains nahe der Grenze zum Bundesstaat New York. Der Otter Creek fließt in nördlicher Richtung entlang der östlichen Grenze der Town. Zentral in nordsüdlicher Richtung verläuft der Dead Creek. Das Gebiet besteht aus fruchtbarem Weideland, das besonders zur Viehwirtschaft, dem vorherrschenden Erwerbszweig der Gegend, genutzt wird. Die Oberfläche der Town ist eben. Es gibt keine nennenswerten Erhebungen.

### Nachbargemeinden
Alle Angaben als Luftlinien zwischen den offiziellen Koordinaten der Orte aus der Volkszählung 2010.
- Norden: Ferrisburgh, 7,2 km
- Nordosten: Vergennes, 8,0 km
- Osten: Waltham, 12,4 km
- Süden: Addison, 2,5 km
- Südwesten: Moriah, New York, 21,6 km
- Westen: Westport, New York, 12,0 km

### Klima
Die mittlere Durchschnittstemperatur in Panton liegt zwischen −7,8 °C (18 °Fahrenheit) im Januar und 20,6 °C (69 °Fahrenheit) im Juli. Damit ist der Ort gegenüber dem langjährigen Mittel der USA im Winter um etwa 10 Grad kühler, während im Sommer das untere Mittel in den USA erreicht wird. Die Schneefälle zwischen Oktober und April liegen mit bis zu fünfeinhalb Metern etwa doppelt so hoch wie die mittlere Schneehöhe in den USA, die tägliche Sonnenscheindauer liegt am unteren Rand des Wertespektrums der USA.

## Geschichte
Der Grant für Panton wurde von Benning Wentworth als New Hampshire Grants am 3. November 1764 an James Nicols und 63 weitere mit einer Größe von 10.530 Acre (4261 Hektar) vergeben. Bei einer ersten Vermessung des Landes stellte sich heraus, dass sich das im Grant vergebene Land vom Otter Creek bis weit in den Lake Champlain erstreckte.
Die Besiedlung startete 1770. Zu den ersten Siedlern gehörten John Pangborn und Odle Squire aus Cornwall, Connecticut, es folgten weitere, unter ihnen auch Peter Ferris aus Nine Partners, New York. Ferris ließ sich am Ufer des Lake Champlain in einem Gebiet nieder, welches später Arnolds Bay genannt wurde. Die Besiedlung startete unter anderem mit dem Bau einer Säge- und einer Getreidemühle an den Fällen des Otter Creeks im Nordosten der Town. Während des Amerikanischen Unabhängigkeitskriegs wurden viele der frühen Siedler gefangen genommen, die Frauen und Kinder wurden vertrieben. Nach dem Krieg kehrten viele zurück. Die konstituierende Versammlung der Town fand 1784 statt.
Im Vorfeld der Schlacht von Ticonderoga hielt der spätere Überläufer Benedict Arnold zunächst die britischen Truppen davon ab, den Lake Champlain zu nehmen. Er war mit Peter Ferris vertraut und nutzte die Bucht, an der Ferris sich niedergelassen hatte, um seine Flotte zu verbergen. Ferris unterstützte die amerikanische Seite, er beherbergte Mitglieder der Miliz und es wird auch angenommen, dass Benjamin Franklin, Jeremiah Chase und Charles Carroll auf ihrem Weg zum Kontinentalkongress bei ihm übernachteten. Überreste der Schiffe, mit denen 1776 Arnold auf dem Lake Champlain mit knapp 400 Mann gegen die überlegenen britischen Seestreitkräfte im Seegefecht bei Valcour Island unter Captain Thomas Pringle kämpfte, finden sich noch heute, nachdem Arnold die letzten Schiffe in der Bucht hatte sprengen lassen, in der Bucht, die seitdem seinen Namen trägt.
Neben der Landwirtschaft gibt es in Panton kleinere Unternehmen und Geschäfte sowie einen Campingplatz. Peter Ferris hatte die Rechte, eine Fähre zwischen der Arnolds Bucht und dem Barber’s Point in New York zu betreiben. Der Abolitionist John Brown besaß eine Farm in Elba, New York und nutzte die Fähre für seinen Handel in Vergennes. Nach seiner Hinrichtung brachte seine Frau seine Leiche mit der Fähre zurück auf seine Farm zur Bestattung. Die John Brown Farm and Gravesite in Elba, ist heute eine Gedenkstätte.

### Eingemeindungen
Im Jahr 1774 wurde nach längeren Streitigkeiten beschlossen, dass die Town Panton von der Town Addison 8000 acre Land übernahm. 115 acre blieben als kleiner Stummel, genannt Little Panton, der 1806 der Town Waybridge zugeordnet wurde. Weitere 500 acre, das Land im Nordosten an den Fällen des Otter Creeks, wurden an die neu gegründete City Vergennes im Jahr 1783 abgetreten. Heute umfasst das Gebiet der Town Panton 14.272 acres (5775 ha).

### Einwohnerentwicklung
| Jahr      | 1700 | 1710 | 1720 | 1730 | 1740 | 1750 | 1760 | 1770 | 1780 | 1790 |
| --------- | ---- | ---- | ---- | ---- | ---- | ---- | ---- | ---- | ---- | ---- |
| Einwohner |      |      |      |      |      |      |      |      |      | 220  |
| Jahr      | 1800 | 1810 | 1820 | 1830 | 1840 | 1850 | 1860 | 1870 | 1880 | 1890 |
| Einwohner | 363  | 520  | 546  | 605  | 670  | 559  | 511  | 390  | 419  | 382  |
| Jahr      | 1900 | 1910 | 1920 | 1930 | 1940 | 1950 | 1960 | 1970 | 1980 | 1990 |
| Einwohner | 409  | 345  | 321  | 306  | 312  | 332  | 352  | 416  | 537  | 606  |
| Jahr      | 2000 | 2010 | 2020 | 2030 | 2040 | 2050 | 2060 | 2070 | 2080 | 2090 |
| Einwohner | 682  | 677  | 646  |      |      |      |      |      |      |      |

## Kultur und Sehenswürdigkeiten

### Bauwerke
In Panton wurde die District School No. 1 1980 unter der Register-Nr. 80000323 in das National Register of Historic Places aufgenommen.

## Wirtschaft und Infrastruktur

### Verkehr
Die einzige Bundesstraße, die Panton durchquert, ist die Vermont State Route 22A. Sie verläuft in nordsüdlicher Richtung von Vergennes und dem U.S. Highway 7 im Nordosten nach Addison im Süden. Alle weiteren Straßen auf dem Gebiet von Panton sind kleine Straßen der Town. Über den zentral verlaufenden Dead River führt im Norden eine Brücke und die Brücke über den Otter Creek befindet sich in Vergennes und gehört zur State Route.

### Öffentliche Einrichtungen
Mit Ausnahme der üblichen Gebäude der öffentlichen Verwaltung und der Bibliothek verfügt Panton über keine öffentlichen Einrichtungen. Das nächstgelegene Hospital, das Porter Medical Center, befindet sich in Middlebury.

### Bildung
Panton gehört mit Addison, Ferrisburgh, Waltham und Vergennes zum Addison Northwest School District.
Panton verfügt momentan über keine eigene Schule. Schulkinder besuchen die Schulen in Vergennes.
Die Bixby Memorial Free Library in Panton ist für die Towns Addison, Ferrisburgh, Panton, Vergennes und Waltham die gemeinsam betriebene öffentliche Bibliothek.

## Persönlichkeiten

### Söhne und Töchter der Stadt
- Harriet Bishop (1817–1883), Lehrerin, Schriftstellerin, Aktivistin für Frauenwahlrecht und die Abstinenzbewegung